# Mir Mohammad Sediq Farhang
Pour les articles homonymes, voir Farhang.
 (septembre 2024).
Il peut être nécessaire de l'améliorer pour respecter le principe de neutralité de point de vue. Veuillez consulter la page de discussion pour plus de détails.

Mir Mohammad Sediq Farhang (Kaboul, 14 juillet 1915 – Alexandria, Virginie 3 avril 1990) était un intellectuel, historien et homme politique afghan. Il est particulièrement reconnu pour ses contributions majeures à l'histoire de l'Afghanistan ainsi que pour son engagement indéfectible en faveur de la démocratie et des réformes sociales dans son pays.

## Biographie
Né le 14 juillet 1915 (22 Saratan 1294 du calendrier solaire hijri) dans le village de Tchehel Setoun, en périphérie de Kaboul, Sediq Farhang grandit au sein d'une famille réformiste. Son père, mostofi (responsable des finances) de Kaboul, et son oncle, fervent réformateur et ministre des Finances sous le roi Amanullah Khan, lui inculquent dès son plus jeune âge des idées progressistes qui façonneront toute sa vie.
Farhang effectue ses études jusqu'à la classe de onzième au lycée francophone Esteqlal de Kaboul, où il fonde avec quatre camarades un cercle politico-littéraire destiné à éclairer les esprits et encourager la lutte contre le régime de Mohammad Nadir Shah. En 1933 (1312 du calendrier solaire hijri), à l'âge de 17 ans, il est emprisonné à la suite de l'assassinat du roi Mohammad Nadir Shah, en raison de son opposition au régime. Grâce à l'intervention de Hazrat Nour-ul-Machâyekh (Mujaddidi), une figure religieuse influente proche de sa famille, il est libéré après un mois d'emprisonnement, mais assigné à résidence pour deux ans. Il est alors interdit de continuer ses études à vie. Malgré cela, Farhang continue son éducation en autodidacte, bénéficiant de l'aide clandestine de son ancien professeur de français, M. Beaudouoin.
De 1935 à 1947 (1314 à 1326 du calendrier solaire hijri), Farhang travaille à la Bank-e Melli, une banque privée. Dans ses mémoires, il raconte comment les autorités lui ont interdit d'occuper un poste public en raison de ses opinions politiques. Lorsqu'il s'est tourné vers une société privée (Bank-e Melli) pour un emploi, le gouvernement a également empêché cette société de l'embaucher. C'est alors qu'un des responsables de cette banque, souhaitant l'aider ainsi que deux de ses amis dans des situations similaires, les a tous trois embauchés comme tchaprâssis (agents d'entretien), avec un salaire de 50 afghanis, soit un tiers du salaire normal pour ce poste. Bien qu'engagés officiellement comme agents d'entretien, ils ont ensuite travaillé discrètement à des postes administratifs.
En 1947, alors que le gouvernement de Shah Mahmud Khan assouplissait légèrement la répression politique, Farhang décide de quitter son poste à la banque pour se consacrer à la politique.
En 1948 (1327 du calendrier solaire hijri), il est élu membre du conseil municipal de Kaboul lors des premières élections à bulletin secret en Afghanistan, et devient ensuite maire adjoint de Kaboul. L'année suivante, en tant que maire adjoint, il est chargé d'organiser les premières élections parlementaires à bulletin secret de l'histoire du pays, limitées à deux candidats pour Kaboul.

En mars 1951 (1330 du calendrier solaire hijri), Farhang et six autres personnalités politiques fondent le mouvement réformateur Watan (La Patrie), prônant l'instauration d'une monarchie constitutionnelle et le respect des droits de l'homme en Afghanistan. Pendant un an, il en est le secrétaire, et lors de la première assemblée générale, il est élu membre du comité exécutif et nommé rédacteur en chef du journal Watan. Ses activités politiques, notamment au sein du parti Watan, très critiques envers le gouvernement et résolument pro-démocratiques, lui valent d'être emprisonné en 1952 (1331 du calendrier solaire hijri) pendant plus de quatre ans<. Libéré en 1956, il reste assigné à résidence jusqu'à la fin de 1957.

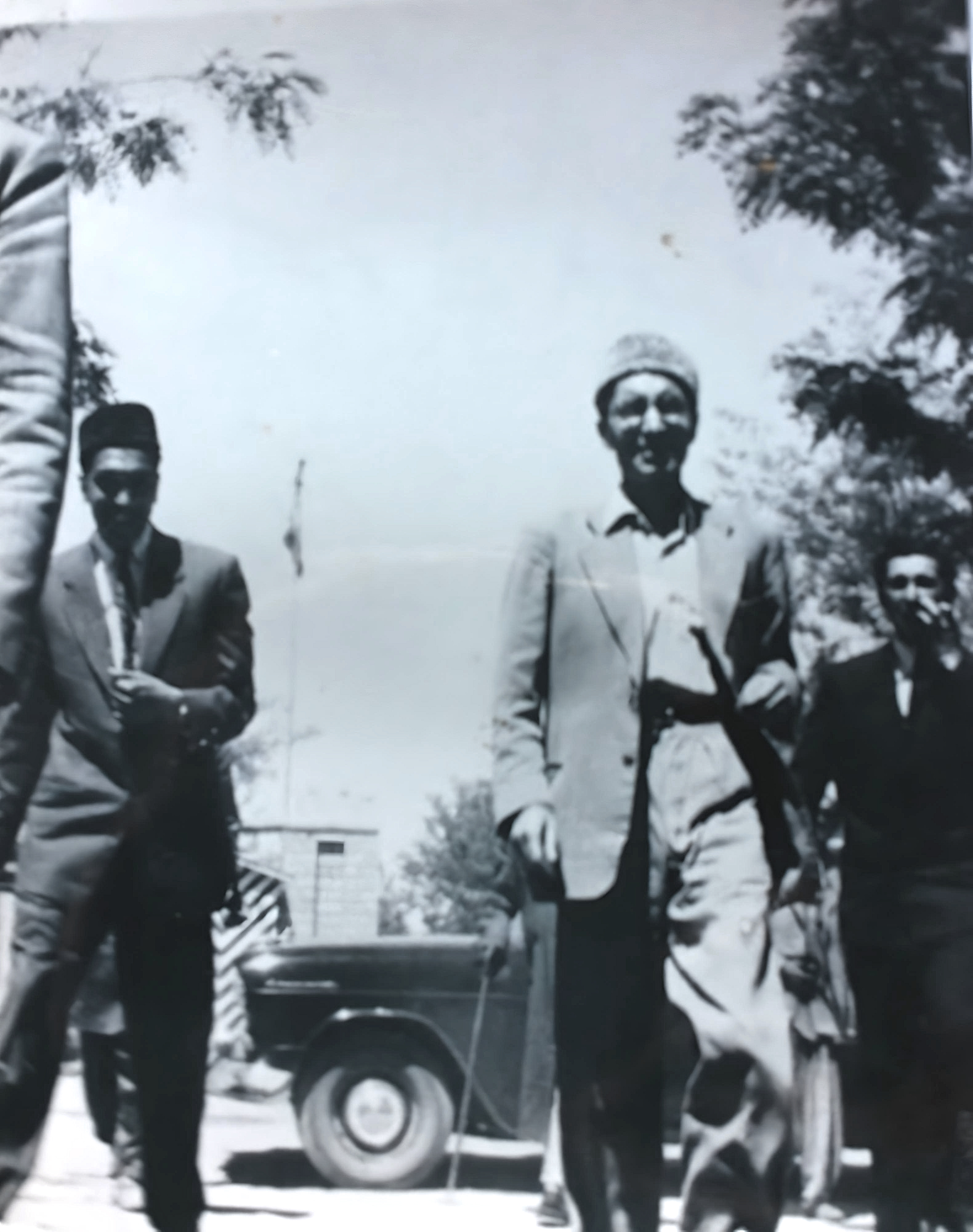
Cette photo montre l’arrivée de Mir Mohammad Sediq Farhang chez lui après sa libération de quatre années de prison, le 12 mai 1956. Il apparaît au premier rang. Son fils, Said Mohammad Farouq Farhang, est au second rang, et son neveu, Dr. Said Ehsannullah Rechtya, est au troisième rang.

De 1957 à 1963 (1335 à 1342 du calendrier solaire hijri), Farhang travaille comme conseiller contractuel au ministère des Mines et de l'Industrie, où il assume occasionnellement la fonction de directeur général intérimaire de l'industrie. En 1963, lorsque le roi Mohammad Zaher Shah décide de mettre en place une monarchie constitutionnelle, Farhang est nommé membre de la commission des "7 Sages" chargée de rédiger la nouvelle constitution.
En 1964 (1343 du calendrier solaire hijri), Farhang accepte pour la première fois un poste dans l'administration en devenant vice-ministre du Plan. Cependant, en 1965, il démissionne pour se présenter aux élections législatives et est élu député. Pendant cinq ans, il préside la commission des lois au Parlement, défendant activement les réformes législatives et les droits civils. Durant cette période, il refuse à deux reprises des postes ministériels qui lui sont proposés.
En 1971 (1350 du calendrier solaire hijri), il est nommé ambassadeur d'Afghanistan en Yougoslavie. Dans ses mémoires, il explique que l'objectif principal de cette mission, menée en accord avec Mohammad Musa Shafiq (voir l'article en anglais), ministre des Affaires étrangères, était d'étudier la politique économique (en partie dirigée, en partie libre) yougoslave pour voir si elle pouvait servir de modèle pour un meilleur système de gouvernance en Afghanistan, un pays également multiethnique et multiculturel. Shafiq, qui devait devenir le prochain Premier ministre, voulait avoir une compréhension exacte de cette politique. Cependant, en 1973 (1352 du calendrier solaire hijri), à la suite du coup d'État de Mohammad Daoud Khan, Farhang est démis de ses fonctions.
En 1980, après l'invasion soviétique de l'Afghanistan, Farhang refuse un portefeuille ministériel proposé par le régime communiste de Babrak Karmal. Dans un effort pour élargir son assise populaire, le régime nomme une douzaine de personnalités civiles comme conseillers du gouvernement, et Farhang est nommé conseiller du Premier ministre. Un an plus tard, il quitte l'Afghanistan pour s'exiler aux États-Unis, où il devient un opposant actif au régime communiste. Dans une lettre ouverte, publiée dans la presse internationale et adressée à Babrak Karmal, il rappelle au dirigeant sa promesse non tenue d'organiser dans un délai d’un an un référendum sur le régime futur de l'Afghanistan et le retrait des troupes soviétiques, qualifiant Karmal de "menteur" et exprimant son soutien aux Moudjahidines afghans.
Farhang décède le 3 avril 1990 à Alexandria, en Virginie, aux États-Unis, où il avait obtenu l'asile politique.

## Œuvre et rôle
Les contributions politiques et intellectuelles de Mir Mohammad Sediq Farhang continuent d’influencer la vie sociale de l'Afghanistan et l’étude de l’histoire du pays. À travers ses écrits et ses traductions, il a joué un rôle essentiel dans l’enrichissement du patrimoine culturel et intellectuel de l’Afghanistan. Farhang a également été un acteur clé dans la promotion des réformes politiques et sociales, dans la modernisation de la société afghane et dans la fondation des bases de la démocratie en Afghanistan. Parmi ses contributions politiques les plus marquantes, on peut citer son implication active dans la fondation du mouvement Watan (La Patrie) et son rôle décisif dans la rédaction de la Constitution de 1964 (1343 du calendrier solaire hijri). Il a notamment rédigé le chapitre sur les droits et obligations des citoyens ainsi que le préambule marquant un tournant décisif dans la modernisation de l'Afghanistan, ce qui a eu un impact profond et durable sur la société afghane (voir la section Liens externes).
Farhang a laissé derrière lui de nombreux articles, ouvrages et traductions traitant de l’histoire et de la politique de son pays. Ses écrits sur l’histoire de l’Afghanistan ont été publiés dans des encyclopédies prestigieuses telles que l’Encyclopædia Britannica et l’Encyclopædia Universalis. Parmi ses œuvres les plus notables, on trouve son étude sur la dynastie des Saffarides (publiée après avoir subi la censure), ainsi que son analyse approfondie de la question du Pashtunistan (voir l'article en anglais). Toutefois, ses œuvres les plus connues restent Afghanistan, les cinq derniers siècles, publiée en dari et traduite ensuite en pachto et en français, ainsi que ses mémoires intitulés Khâtérât-e Mir Mohammad Sediq Farhang (Mémoires de Mir Mohammad Sediq Farhang). Le livre Afghanistan, les cinq derniers siècles, qui a été réédité à plusieurs reprises (première édition en 1988 et 26e édition en 2020), est considéré comme une référence essentielle pour comprendre l’histoire de l’Afghanistan. Ses mémoires, publiés pour la première fois en 2015 (avec une deuxième édition en 2022), sont également reconnues comme un ouvrage de référence dévoilant les coulisses de la politique afghane durant une grande partie du XXe siècle (1925-1980).
En plus de ses propres écrits, Farhang a traduit en dari plusieurs œuvres littéraires, sociales et philosophiques majeures du français et de l’anglais. Parmi ses traductions, on compte Logique et philosophie des sciences de François Grégoire, qu’il a traduite clandestinement pendant son emprisonnement et qui a ensuite été enseignée pendant des années dans les classes terminales des lycées afghans. Il a également traduit The Afghan Question from 1841 to 1878 de George Douglas Campbell, duc d'Argyll ; De la Division du travail social d’Émile Durkheim ; The Fundamentals of Legal Drafting de F. Reed Dickerson ; ainsi que le rapport Les Fouilles archéologiques de Hadda réalisé par la Délégation archéologique française en Afghanistan (DAFA). Il avait également traduit Lettres de mon moulin d’Alphonse Daudet, mais malheureusement, le manuscrit a été détruit pendant la guerre civile qui a suivi le départ des troupes soviétiques d'Afghanistan.
Farhang est le père de Said Mohammad Farouq Farhang (diplomate), Mir Mohammad Amin Farhang (docteur en économie et ministre), Ozra Samad, professeure de la littérature dari au lycée Râbéa-e Balkhi) et Said Zia Farhang (ingénieur civil), auteur de la traduction française de l’œuvre de son père Afghanistan, les cinq derniers siècles.